# Enfants de Palhavã
Les dénommés Enfants de Palhavã étaient les enfants bâtards de Jean V de Portugal, enfants qu'il reconnut officiellement en 1742 dans un document publié après sa mort. Les scrupules lui firent signer un décret, demandant à son héritier de les protéger de ses faveurs. Ce qui fut fait par un décret du 21 avril 1752.   
Ce surnom vient de ce qu'ils aient vécu dans le palais du marquis de Louriçal (aujourd'hui palais d'Azambuja, siège de l'Ambassade d'Espagne), dans la zone de Palhavã, autrefois banlieue de Lisbonne, aujourd'hui situé en pleine ville. 
Ils étaient trois: 
- D.António (1704-1800), fils d'une Française inconnue. Il devint docteur en théologie et chevalier de l'Ordre du Christ.
- Gaspard de Bragance (1716-1789), fils d'une religieuse, D. Madalena Máxima de Miranda (Madalena Máxima da Silva Miranda Henriques). Il devint archevêque de Braga.
- D. José (1720-1801), fils d'une religieuse, mère Paula de Odivelas (Paula Teresa da Silva). Il exerça la charge de Grand Inquisiteur.

Ils reçurent une éducation religieuse à Coimbra sous les ordres du précepteur Frère Gaspar da Encarnação. 
En conséquence d'un conflit avec le marquis de Pombal, D. António et D. José furent déportés à Buçaco en 1760 d'où ils ne purent revenir qu'en 1777 après la mort de Joseph Ier.